# Geroa Socialverdes
Geroa Socialverdes es un partido político español de ámbito navarro, inscrito en el registro de partidos políticos el 22 de septiembre de 2020 con el nombre de Geroa Socialverdes de Navarra en Europa-Geroa Nafarroako Sozialberdeak Europan (GSB-GSV).

## Historia
A principios de agosto de 2020 varios militantes independientes de Geroa Bai y cargos públicos de la coalición anunciaron la creación del partido para fortalecer el proyecto político. En diciembre de 2020 se celebró su congreso constituyente, en el que se eligió como Secretaria General a Uxue Barkos. El 14 de diciembre de 2024, durante el Congreso Ordinario, fue proclamado como nuevo Secretario General con el 91% de los apoyos, Pablo Azcona Molinet.

## Organización
- Secretario General: Pablo Azcona.
  - Secretario de Organización: Jon Gondán.
  - Secretario de Política Socialverdes: Jabi Arakama.
  - Secretaria de Acción Municipalista: Maite Espinosa.
  - Secretaria de Relaciones con la Sociedad Civil: Itxaso Soto.
  - Secretario de Comunicación: Antso Fernández.
  - Coordinador: Rubén Goñi.